# Ameloblastoma
L'ameloblastoma è una neoplasia benigna delle ossa mascellari. Prende origine dagli ameloblasti, cellule deputate alla produzione dello smalto dentale. Tra gli europei è più frequente nelle femmine, mentre in altri popoli si forma più frequentemente nei maschi. Nonostante sia un tumore benigno, questo può andare incontro a rapida crescita e viraggio maligno e quindi è molto importante una buona diagnosi. Un'altra caratteristica di questo tumore è quella di recidivare molto spesso, fino al 50% dei casi.

## Radiologia
Distinguiamo cronologicamente tre fasi evolutive: una fase uniloculare, una fase pluriloculata (o a nido d'ape) e un'ultima fase uniloculare con numerose cisti annesse. Spesso questa struttura è difficilmente identificabile e possono insorgere problemi di diagnosi differenziale, in quanto nelle prime fasi è poco distinguibile dalle cisti odontogene. Ogni dubbio però verrà sciolto con l'esame istologico che rivelerà la presenza di cellule stellate tipiche di questa forma tumorale. Questo tumore può spostare gli elementi dentali e modificare notevolmente il profilo della corticale una volta persa la propria capsula.
Proprio per questo suo improvviso possibile viraggio maligno, è spesso consigliato un procedimento diagnostico approfondito con TC.

## Terapia
L'Ameloblastoma resiste alla chemioterapia, rimane dunque l'intervento chirurgico da parte di un odontoiatra o di un chirurgo maxillo-facciale l'unico trattamento valido per tale tipologia di tumore.